# Южно-Якутский угольный бассейн
Южно-Якутский каменноугольный бассейн — угольный бассейн России, расположен в Нерюнгринском районе Якутии. Геологические запасы в большей части высококачественных коксующихся углей оцениваются в 57,5 млрд тонн.

## Запасы
Уголь содержит незначительное содержание фосфора, низкосернистый. Зольность составляет 18-20 %. Теплотворная способность составляет 8,5 тыс. ккал. Глубина пластов 300 метров, мощность пластов 25-27 метров.

## Месторождения и районы
Подразделяется на четыре угленосных района: Усмунский, Алдано-Чульманский, Гонамский и Токинский. По состоянию на 2010 год, из всех известных месторождений бассейна активной разработке подвергается только Нерюнгринское угольное месторождение (открытая добыча). Началось освоение крупнейшего в России Эльгинского месторождения.
Добыча ведётся только открытым способом, то есть с использованием разрезов (карьеров), без постройки шахт.